# 密室殺人
密室殺人（みっしつさつじん、英: locked room murder）は、推理小説などのフィクションで、密室（外と出入りができない部屋）の内部で人が殺されており、なおかつ、その犯人が室内に存在しない状態のこと。推理小説の設定のひとつである「不可能犯罪」の一種。

## 概論
密室殺人は、「偽造アリバイ」と並んで本格推理小説の代表的な題材である。特定の登場人物（犯人）による犯行が不可能であるように見せかけるのがアリバイトリックであるのに対して、登場人物のみならず作品世界の全人類に実行が不可能であるように見せかけるのが密室トリックである。この見せかける主体は第一に作者であるが、作品中に密室殺人を現出させるにおいては、「犯人の意図」「被害者を含む犯人以外の意図」「偶然の作用」の三つの経路があり、さらにこの三つはしばしば入り交じる。作者がダイレクトに読者に作用を及ぼす叙述トリックは、密室構成への適用はごく少ない。
基本的に、アリバイトリックの場合は解決編で初めてトリックが使用されていたことが判明するのに対し、密室トリックの場合は、自殺や事故だと結論付けられる直前で主人公がトリックが使用されていたことを見破るなど序盤で読者にトリックの存在を明かす展開が多い。
推理小説における「密室」とは、一見人の出入りが不可能な部屋を指す。「内側から施錠された部屋」が典型例である。密閉の厳重さは、人はおろか空気の流通さえない状況を提示して、謎を強調する作例がある。逆によりゆるやかな状況、出入りが可能でも足跡がないことなどにより犯行時には人の出入りはなかったと判断されたり、絶えず視線にさらされていたがため密室であったとみなされる作品もある。また球場、列車、都市など部屋よりもはるかに広い空間が閉鎖下にある場合や、崖や川など、自然の造形が隔絶に一役買っている空間が密室に見立てられることもある。また被害者ではなく容疑者や凶器などを密室に置いて、鉄壁のアリバイに等しい、限定された不可能というべき状況を提示した作品もある。
密室で他殺死体が発見されながら、室内に犯人がいないという、狭義の密室殺人の場合、以下の要素のいずれかに欺瞞（トリック）が存在する。
1. 外部の力が及ばない
2. 室内で
3. 閉鎖期間中に
4. 他の人間によって
5. 殺害され
6. 閉鎖解除と同時に
7. 犯行と
8. 加害者たり得る人間の非在が
9. 確認される

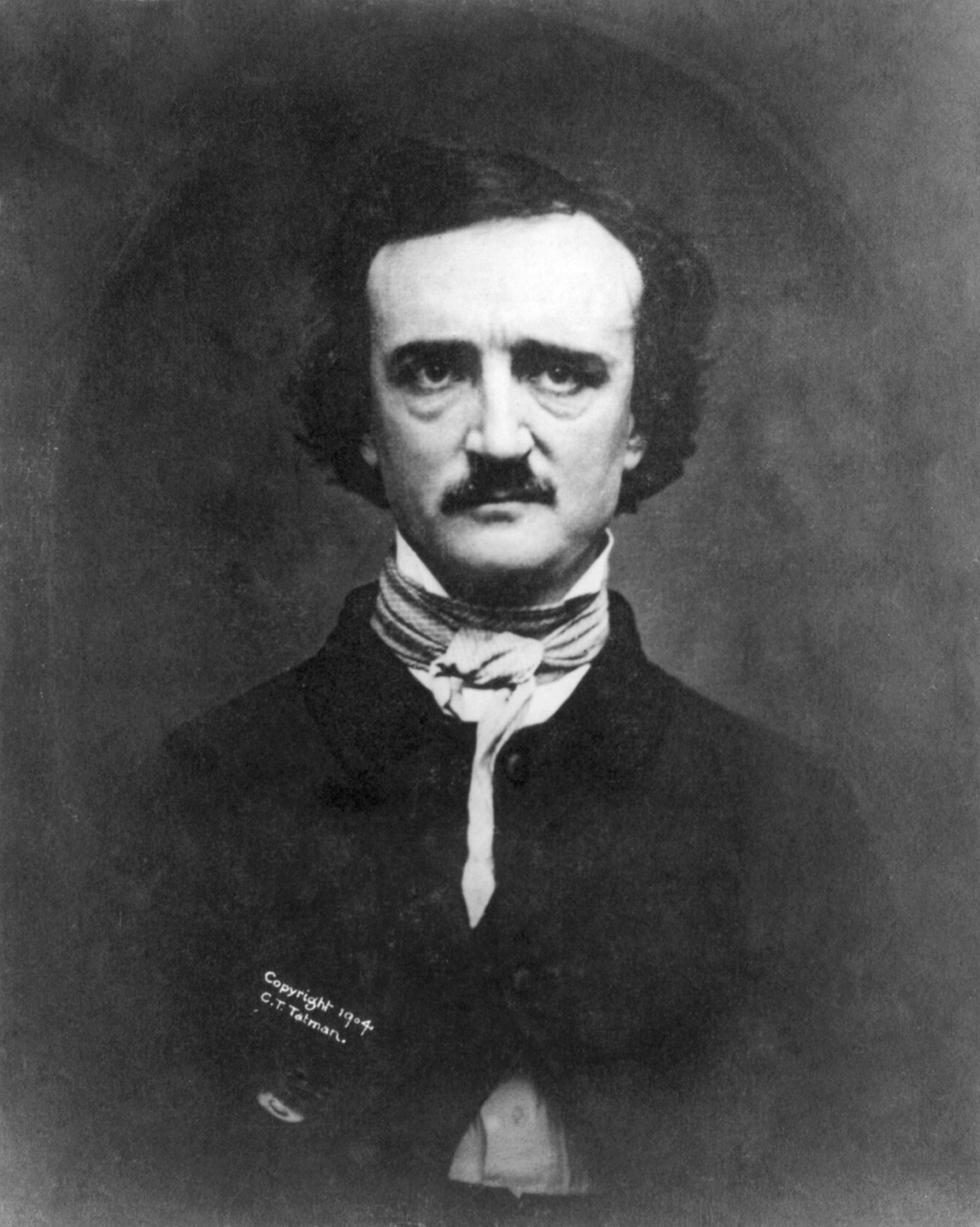
エドガー・アラン・ポー

推理小説の元祖とされるエドガー・アラン・ポーの『モルグ街の殺人』以降、多くの作家の手によってヴァリエーションを増やし、部屋や閉鎖とは無縁な状況が次々考案されるに至り、「不可能犯罪」(impossible crime) の概念が見出されることになった。サブジャンルとしての隆盛にはジョン・ディクスン・カーの貢献が大きい。日本でも江戸川乱歩から現代に至るまで消長はあっても一定の人気を得てきた。横溝正史は「一人二役」「顔のない死体」とともに推理小説の三大トリックとしている。
カーが長編小説『三つの棺』(1935) の一章をレクチャーに割いて以降、トリックの分類自体が読み物として幾分の人気を得て、小説内の講義や独立の文章として何種類かが発表されている。またロバート・エイディー (Robert Adey) の "Locked Room Murders and Other Impossible Crimes" では、小説中の不可能犯罪の状況と解決の要約が2000篇以上まとめられている。

### 密室殺人への評価
密室殺人を扱う推理小説には、トリックと、不可能と思われていたことが、実は可能だったと示す解決が必要である。ファンは、その単純かつ強烈な効果やトリックの独創性を堪能し、他方陳腐さや実現困難性、現実性の欠落などを批判する。
密室トリックは目的によって2種類に分けられる。不可能を可能にすることと、可能を不可能に見せかけることである。前者はすでに存在する密閉を突破するトリック、後者は犯人が偽の密閉を生成するトリックと言える。後者は前提に限定が少ない分変化をつけやすく、圧倒的に多い。ジャック・フットレルの『十三号独房の問題』は前者だけで構成されている数少ない作品である。数少ないというのは、犯人は当然捜査陣から具体的な方法を隠す必要があるので、トリックによって可能になっても、不可能に見せかけなければならないからである。
特に長編において、実は自殺、抜け穴、「針と糸の密室」、殺人機械などという解決は批判される。千篇一律の類例、読者の知り得ない技術はアンフェア、気のきいた手掛りを配置し難い、逆に普通に伏線を張れば読者に一目瞭然といった理由である。ただし新たな工夫を加えて高評価を得ることもできる。室外から糸を引けば掛金がかかるようにその糸を張るため、適当な場所に針を打つという「針と糸の密室」を例にとると、糸を室内へ通す空隙にトリックを凝らしたカーの長編や、極端にスケールアップして別物に見える横溝の『本陣殺人事件』（1947、探偵作家クラブ賞受賞）などがある。
独創性については現在までに「ネタが出尽くした」とも言われ、新しいトリックは生み出しにくいとされる。乱歩も『類別トリック集成』（1953）の中で新たな密室トリックを見つける困難にふれている。
意図的な密室の場合まず必要になるのは実行動機である。以下のような理由が、設定された犯人にとっては、密室を作り出す手間や露見のリスクを圧倒しうると読者が納得しなければ、現実的ではなくアンフェアという批判の対象となる。
- 実行動機が発生時に推測できる場合
  1. 自殺に偽装
  2. 超自然現象に偽装
  3. 殺す相手が密室内にいる
  4. 密室内の第三者に罪を着せる
- 実行動機が解決時まで不明な場合
  1. 方法が判明しなければ立件は不可能
  2. 事件発覚、または嫌疑をかけられるまでの時間をかせぐ
  3. 自己顕示欲の発露、リスクを問題にしない精神状態

実は事故や自殺だった、殺人者があずかり知らぬ偶然や第三者の工作によって密室殺人と化す、などの作例も多い。
蓋然性の問題は「絵空事で大いに結構。要はその世界の中で楽しめればいいのさ」（綾辻行人『十角館の殺人』）など、娯楽性を優先する見方もある。
作品の評価は読者の知識や嗜好、シリーズ物か否か、長編か短編か、シリアスや戯作仕立てか、作者の筆力などにも左右される。効果が重視される短編においては一か所際立った部分があれば他の部分に筆を惜しんでもある程度は許容され、ユーモアミステリの場合は説得力の薄弱はある程度は大目に見られる。十分な筆力があれば多くの難点をカバーしうる。なお作品の評価は高くても、密室の部分についてはあまり問題にされない作品もある。たとえば島田荘司の『占星術殺人事件』はその一例である。高木彬光の『刺青殺人事件』も、密室トリック自体は平凡なことは作中で神津恭介が言うとおりである。

### 密室殺人の様式
ここでは状況の各パターンについて解説する。生成方法のパターンについては密室の分類と密室講義を参照されたい。
密室殺人という言葉はしばしば不可能犯罪と同義に使われる。狭義の密室殺人は施錠によって内側から密閉された部屋で、閉鎖解除と同時に他殺死体が発見される、という設定である。
外側からの閉鎖の例も多い。監視下にあって事件に関連しうる時間内には出入りがないと確認された部屋での殺人である。この場合監視の中断の有無が問題となる。外側からの施錠を密室に仕上げるには、封蝋や、合鍵の存在を否定しておくなどして、途中の閉鎖解除がない、あるいはないと思わせる必要がある。
砂やぬかるみ、雪などがあり、人が通れば必ず足跡を残すはずなのにないという設定もある。「二次元の密室」「雪の密室」「足跡のない殺人」などと呼ばれる。これには二つのパターンがある。砂ほかに回りを取り囲まれた建造物の中で死体が見つかる場合と、屋外で死体が見つかるが被害者以外の足跡がない場合である。足跡が付く間は密閉が続いていると考えられる。
以上の設定に人間の消失を加えた例もある。施錠中にたとえば窓から被害者以外の人物が確認されるが入ってみるといない、監視中に入って行く人物が観察されるが出て来るところは見られていない、被害者以外の足跡もあるがその主は建造物の中あるいは被害者の脇にいない、などである。
他にもたとえば、床がきしみやすく足音をたてずにはいられない、窓と扉の隙間にはすべて接着剤を塗った紙を内側から貼ってある、池の中の小島が現場だがボートや潜水服はなく水中は蛭が大発生しており泳いで渡ることはできないなどの設定がある。
密室殺人とは言い難い不可能犯罪としては「衆人環視の殺人」がある。目前の人間が倒れたので近寄ってみると殺されているが、周辺には誰もいなかったという設定である。
多くの人間を擁した島嶼、船舶、列車、建造物などが、人為や自然現象で密閉されている中、殺人が起るという設定の小説があり、「孤島もの」「雪の山荘」「クローズド・サークル」などと呼ばれるが、密室の一種と見なす向きもある。アガサ・クリスティの『そして誰もいなくなった』（1939）は、孤島の連続殺人で生き残りの中に犯人がいるはずが、最後の一人が吊り下げられた輪なわを発見した時点で、本来の密室殺人へと様相を一変する。同様に作者がやはり最後まで隠したところ、設定を忘れてもトリックは記憶に残った読者が、密室物として喧伝するという不幸のもとにある小説も存在する。

### 日本における「密室」という言葉の起源
江戸川乱歩は『D坂の殺人事件』『屋根裏の散歩者』（1925）などの作品で密室状況を扱っているが、文中に「密室」という言葉は用いられず、評論『入り口のない部屋・その他』（1929）、『楽屋噺』（1929）では、「出入り口のない部屋」、『ヴァン・ダインを読む』（1929）では、「室外にいて室の内側からドアに錠をおろすトリック」という表現を使っている。その他の作家も「密閉室内よりの犯人逃走」（大庭武年『13号室の殺人』1930）や、「密閉された室内」「内側から密閉された家屋」（葛山二郎『骨』1931）としか書いていなかった。
乱歩が雑誌『探偵小説』に寄せた『探偵小説のトリック』（1931）で、ルルーの『黄色い部屋の秘密』について「あの素晴らしい密室の犯罪というトリック」と書いているのが初出と見られ、小説中で用いられているものとしては小栗虫太郎の『完全犯罪』（1933）の中にある「完全な密室の殺人」という記述だとされる。

## 密室を扱った推理小説の歴史 (世界)
前史（歴史書など）
ヘロドトス『歴史』の第二巻には、ピラミッドで起こった密室での盗難と首なし死体の発見、が記されている。『ダニエル書補遺』の一編「ベルと竜」には、抜け穴を通ってベル神の神殿に忍び込み、供物を盗み食いする祭司一族の物語がある。

### 推理小説での「密室殺人」の誕生

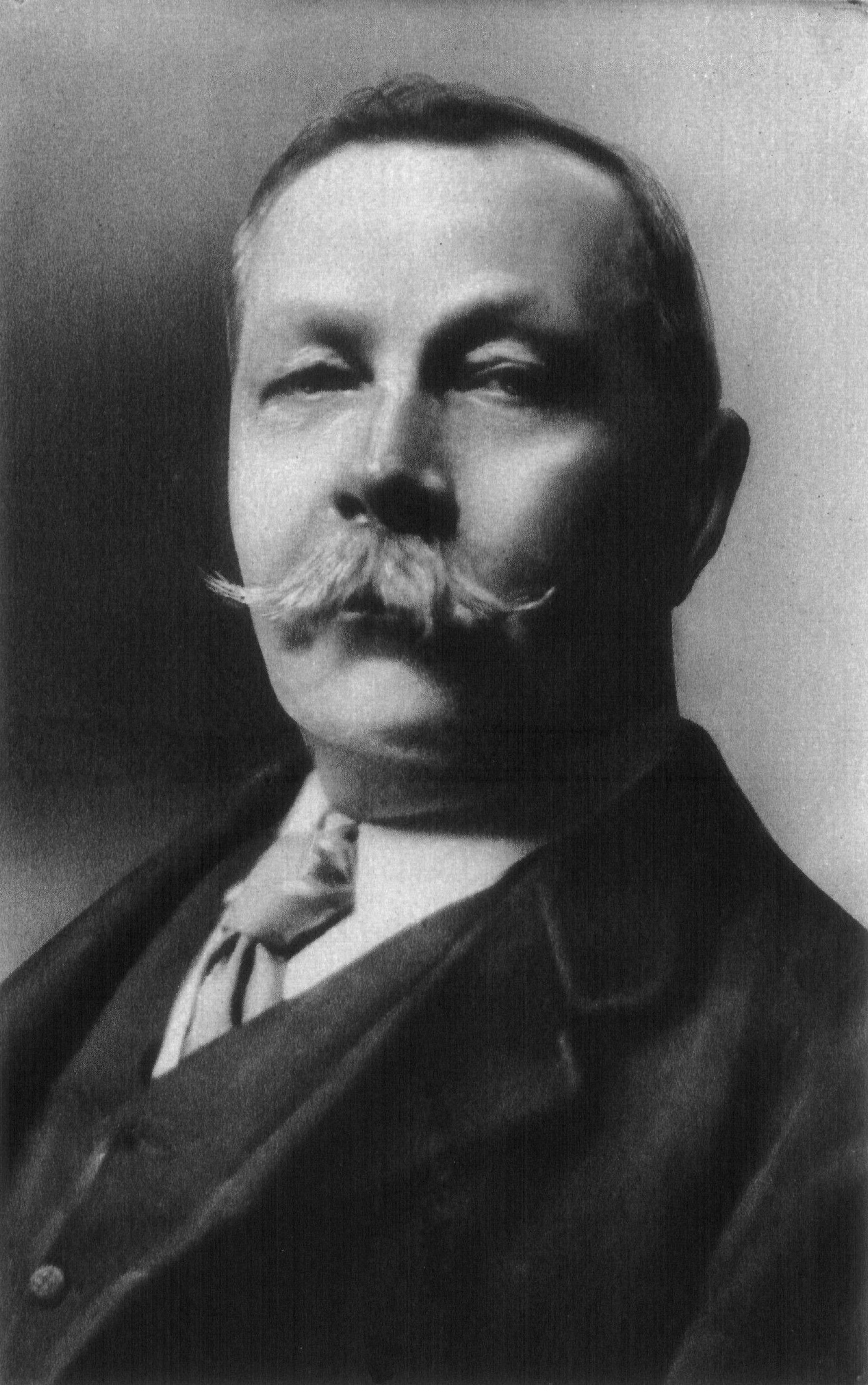
アーサー・コナン・ドイル

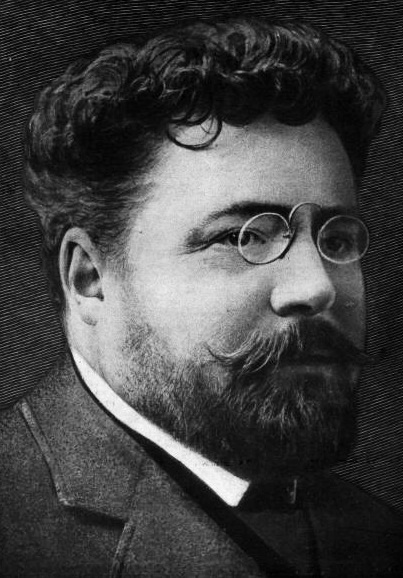
ガストン・ルルー

推理小説の嚆矢たる密室小説『モルグ街の殺人』(1841) から半世紀が過ぎると、今に名を残す作品が現れ始める。アーサー・コナン・ドイルのシャーロック・ホームズ物の一編『まだらの紐』(1892)、最初の長編密室物といわれるイズレイル・ザングウィルの『ビッグ・ボウの殺人』(1891) である。ザングウィルの作品は、解決が抜け穴ではない最も初期の例である。捜査技術が発展し、不可能犯罪は現実では困難になっていったが、小説の世界では1890年代になってやっと展開が始まったわけである。
1890年代から1920年代の「シャーロック・ホームズとそのライバルたち」の時代を代表する密室は、ガストン・ルルーの長編『黄色い部屋の秘密』であろう。短編では、G・K・チェスタトンのブラウン神父ものに『秘密の庭』『狂った形』『見えない男』『ムーン・クレサントの奇跡』『翼ある剣』他、オースティン・フリーマンの『アルミニウムの短剣』、メルヴィル・デイヴィスン・ポーストの『ズームドルフ事件』などがある。
19世紀にはバルザック『赤い宿屋』、フィッツ＝ジェイムズ・オブライエン『金剛石のレンズ』、やや後にはサキ『牝オオカミ』など、作者が推理小説やそのパロディを企図していない密室小説が存在する。

### 密室の意味の拡大
1903年にサミュエル・ホプキンズ・アダムズが、「足跡の無い殺人」の元祖『飛んできた死』を、翌年にはメルヴィン・L・セヴリーが、「衆人環視の殺人」の元祖『The Darrow Enigma』を発表。不可能犯罪は部屋という要素にこだわる必要がなくなった。一方1905年には賭けに勝つため、「思考機械」の異名をとるオーガスタス・S・F・X・ヴァン・ドゥーゼン教授が、脱獄を実行するというフットレルの『十三号独房の問題』が発表されている。「思考機械」は後にいくつかの不可能犯罪を解決してもいる。
さらに懸賞付きの密室も登場。エドガー・ウォーレスは、タリス・プレスという出版社を興し、自身の処女作『正義の四人』を刊行する。本に解決はなく、密室の謎を解いた者に500ポンド支払うと発表した。しかし、要項に正解者から抽選で受賞者を選ぶと記載しなかったので、早々に深刻な資金難に追い込まれた。

### 世界大戦期
1930年に『夜歩く』と題する、パリのナイトクラブの一室を密室に仕立てた長編で、ジョン・ディクスン・カーがデビューした。以降1972年まで本名と筆名カーター・ディクスンで多くの作品を発表する。不可能犯罪物では元祖「密室講義」で知られる『三つの棺』と、密室の中で他殺死体と共に見つかった男の裁判を描いた『ユダの窓』（ディクスン名義）の2作を代表として、他にも『プレーグ・コートの殺人』『白い僧院の殺人』『火刑法廷』『曲った蝶番』『爬虫類館の殺人』『囁く影』『妖魔の森の家』などがある。カーのシリーズ・キャラクターはギデオン・フェル博士、ヘンリー・メリヴェール卿、アンリ・バンコラン、マーチ大佐の4人が知られる。
不可能犯罪を専門にした作家は他にもキャロライン・ウェルズ、アントニー・ウィン、クレイトン・ロースン、H・H・ホームズ（アントニー・バウチャー）、ピエール・ボアロー、ジョゼフ・カミングスなどがいる。カー以降の専門作家を「密室派」としてひとくくりにすることもあった。
この時期の主な長編は、S・S・ヴァン・ダイン『カナリア殺人事件』(1927)、フリーマン・ウィルス・クロフツ『二つの密室』(1932)、エラリー・クイーン『チャイナ橙の謎』(1934)、ジョナサン・ラティマー『処刑六日前』(1935)、レオ・ブルース『三人の名探偵のための事件』(1936)、クレイトン・ロースン『帽子から飛び出した死』(1938)、アガサ・クリスティ『ポアロのクリスマス』(1938)、ヘイク・タルボット『魔の淵』(1944) 他。短編ではロナルド・ノックス『密室の行者』、ジョルジュ・シムノン『クロワ・ルース街の小さな家』、デイリー・キング『釘とレクイエム』、マージェリー・アリンガム『ボーダー・ライン事件』などがある。

### 戦後の作家
長編はエドマンド・クリスピン『金蠅』(1944)、『消えた玩具屋』(1946)、『白鳥の歌』(1947)、クリスチアナ・ブランド『自宅にて急逝』(1947)、ハーバート・ブリーン『ワイルダー一家の失踪』(1948)、アラン・グリーン『くたばれ健康法！』(1950)、ピーター・アントニイ『衣裳戸棚の女』 (1951)、エド・マクベイン『殺意の楔』 (1959)、ジョン・ル・カレ『高貴なる殺人』(1962)、タッカー・コウ『刑事くずれ/ヒッピー殺し』(1967)、シューヴァル&ヴァールー『密室』(1972)、トニー・ケンリック『スカイジャック』(1972)、キャサリン・エアード『そして死の鐘が鳴る』(1973)、ジョン・スラデック『黒い霊気』(1974)、『見えないグリーン』(1977)、ハーバート・レズニコウ『ゴールド1/密室』(1983)、『音のない部屋の死』(1987)、ピーター・ラヴゼイ『猟犬クラブ』(1996)他。短編はロバート・アーサー『ガラスの橋』、フレドリック・ブラウン『姿なき殺人者』『笑う肉屋』、スティーヴン・バー『最後で最高の密室』、ウィリアム・アーデン（マイクル・コリンズ）『奇妙な密室』、エドワード・D・ホックのサム・ホーソーン医師シリーズ他など。
中でも1987年に『第四の扉』でデビューしたフランスのポール・アルテは久々に現れた専門作家といえる。カーの愛読者で最初はフェル博士物を書き継ごうと考えていたが、許可を得られず、アラン・ツイスト博士というイギリス人の探偵を創造した。

## 密室を扱った推理小説の歴史 (日本)
詳しくは「日本の推理小説史」も参照。

### 密室の誕生
明治になり、海外からの情報が入ってくると、まず翻訳という形で世間に伝わった。水田南陽訳『毒蛇の秘密』（アーサー・コナン・ドイル『まだらの紐』）などがあったが、「密室」を強調していない。
初期の作品では江戸川乱歩の書いた『D坂の殺人事件』（1925）が有名である。明智小五郎のデビュー作でもあるが、明智がポーやルルーの名前、作品名を挙げており、「密室」を意識していたことがうかがえる。明治期に意識されていなかった「密室」が大正期になり注目されだした理由として「鍵のかかる部屋」の普及にあるとされる。
小栗虫太郎の『完全犯罪』（1933）など、乱歩以外の作家も密室に挑戦するが、乱歩の作品も含めて、そのほとんどが機械的、理化学的であり「リアリティの欠ける」トリックであった。

### 密室の確立と、横溝、乱歩の貢献
戦火を避け岡山県に疎開中、カーの原書を読んで感銘を受けた横溝正史が、敗戦後続けざまに書き上げた二長編『本陣殺人事件』（1946、探偵作家クラブ賞受賞）、『蝶々殺人事件』（1947）と共に、日本でも本格推理小説の時代が始まる。『本陣』は横溝が疎開していた岡山の山村を舞台に、新雪に囲まれた離れで二重殺人が発生する「足跡のない殺人」物で、密室の謎を中心に据えた唯一の作品である。金田一耕助のデビュー作でもある。『蝶々』は連続殺人の一環として、ビル内の密室からの墜落を設定している。戦前多くの作品で活躍した由利麟太郎のほとんど最後の登場である。他『夜歩く』（1948）、『女王蜂』（1952）、『悪魔が来りて笛を吹く』（1952）が横溝の主な密室である。
高木彬光は乱歩に『刺青殺人事件』（1948）の原稿を送りつけて認められた。浴室を現場にして『本陣』同様日本家屋の密室を実現している。『能面殺人事件』（1949、探偵作家クラブ賞受賞）、『刺青』に続く神津恭介物の『呪縛の家』『死を開く扉』『わが一高時代の犯罪』『妖婦の宿』『影なき女』、他『灰の女』など。被害者を密室内に搬入するトリックを「逆密室」と名付けたことでも知られる。
その他島田一男の『錦絵殺人事件』、鮎川哲也の『赤い密室』『白い密室』『砂とくらげと』『他殺にしてくれ』（いずれも短編）、飛鳥高、天城一、大坪砂男、楠田匡介、島久平、鷲尾三郎などが続いた。

### 社会派の台頭
芥川賞作家で主に歴史小説を書いていた松本清張は、『張込み』(1955) で愛読していた推理小説の世界にデビュー、『点と線』『眼の壁』『ゼロの焦点』『顔』『地方紙を買う女』他。ここに10年前の横溝の再出発時を思わせる勢いで、にわかに社会派推理小説の時代が到来する。既成作家のマンネリ化、目に余るリアリティの欠如、トリック以外が本格推理小説としておざなりな作品の氾濫などもその躍進を後押しした。密室については「老いた無形文化財」（紀田順一郎『密室論』、初出は佐藤俊名義。『宝石』1961年10月掲載）と呼ぶものもあった。
とはいえ飛鳥高『疑惑の夜』『死にぞこない』、佐野洋『一本の鉛』、仁木悦子『猫は知っていた』（第3回江戸川乱歩賞）、日影丈吉『内部の真実』『善の決算』、天藤真『陽気な容疑者たち』、中井英夫『虚無への供物』（初出は塔晶夫名義）、多岐川恭『変人島風物誌』、笹沢佐保『突然の明日』、陳舜臣『方壺園』など質、量とも他の時代に引けを取るものではない。昭和30年代になって、初めて長編で多様さを見せることができたとさえ言える。

### 大ロマンの復活・密室の復権
社会派は事実上清張の独り舞台で、続く水上勉、黒岩重吾は本来の資質が社会性にはなかった。結果再びマンネリ化して読者が離れ、1960年代なかばには推理小説の刊行数自体が大幅に減った。戦前の『新青年』に代わって、戦後の推理小説における檜舞台であった雑誌『宝石』も光文社に売却され、小説誌ではなくなった。
1960年代の末になると桃源社、三一書房他から小栗、夢野久作、久生十蘭など戦前の探偵、伝奇、大衆小説が続々と復刊、乱歩や横溝の新しい全集も現れたこのリバイバルブームは、桃源社のキャッチフレーズを借りて「大ロマンの復活」と呼ぶことも多い。さらに1971年『八つ墓村』が角川文庫から刊行、1975年には『幻影城』が創刊される。
この時期は乱歩賞受賞者に密室小説を書き続ける作家が集中した。海渡英祐（『伯林―一八八八年』第13回）、森村誠一（『高層の死角』第15回）、大谷羊太郎（『殺意の演奏』第16回）。以後受賞作には密室が多い。1974年には日本初の密室アンソロジー、中島河太郎編『密室殺人傑作選』が刊行。翌年には渡辺剣次の『13の密室』、現在にいたるまで鮎川、山前譲、二階堂黎人などが多数編集している。
1980年代にかけての密室小説は山村美紗『花の棺』、泡坂妻夫『乱れからくり』、笠井潔『サマー・アポカリプス』、島田荘司『斜め屋敷の犯罪』、逢坂剛『裏切りの日々』、都筑道夫『なめくじ長屋捕物さわぎ』他。

### 新本格以降の密室
1987年、綾辻行人が、島田荘司に推薦され、『十角館の殺人』でデビュー。この後の新人の本格推理小説は「新本格」と呼ばれることになる。中では歌野晶午、二階堂黎人、柄刀一などに密室の作例が多い。

## 密室の分類と密室講義
密室殺人には、不可能状態を作り上げるトリックが必要であり、数多くの作家や評論家が密室殺人の体系的な分類に取り組んできた。作中で探偵役など登場人物によって示される分類を、カーにあやかって「密室講義」と称することがある。

### カーの密室講義
「三つの棺」の17章「密室の講義」（The Locked Room Lecture) において探偵役のフェル博士は、密室殺人に用いられるトリックを分類している。概略は以下の通り。
まず
- 秘密の通路や、それを変型させた原理は同じもの

を除外した上で（博士はきたないやり方と評した）
- 密室内に殺人犯はいなかった
  1. 偶発的な出来事が重なり、殺人のようになってしまった
  2. 外部からの何らかにより被害者が死ぬように追い込む
  3. 室内に隠された何らかの仕掛けによるもの
  4. 殺人に見せかけた自殺
  5. すでに殺害した人物を生きているように見せかける
  6. 室外からの犯行を、室内での犯行に見せかける
  7. 未だ生きている人物を死んだように見せかけ、のちに殺害する
- ドアの鍵が内側から閉じられているように見せかける
  1. 鍵を鍵穴に差し込んだまま細工をする
  2. 蝶番を外す
  3. 差し金に細工をする
  4. 仕掛けによりカンヌキや掛け金を落とす
  5. 隠し持った鍵を、扉を開けるためガラスなどを割ったときに手に入れた振りをする
  6. 外から鍵を掛け鍵を中に戻す

クレイトン・ロースンは『帽子から飛び出した死』（1938）の13章「脱出方法」で、カーのものをほぼ踏襲する形で密室講義を書き、新たに「死体発見時に犯人が室内にいる場合」を加えている。
ディクスン名義の『孔雀の羽根』(1937) でヘンリー・メリヴェール卿は、犯人が密室を生成する動機について語り、四つを挙げている。

### H・H・ホームズの分類
H・H・ホームズ（アントニー・バウチャー）も『密室の魔術師』（1940）で密室の分類を試みている。
- 部屋が閉ざされる前に犯行が行われたもの。
- 部屋が閉ざされている間に犯行が行われたもの。
- 部屋の密室が破られてから犯行が行われたもの。

カーと比較すると単純な分類ではあるが、犯行が「いつ」行われたのかという点に目を向け、分類に時間軸を加えている点で重要である。

### 江戸川乱歩の分類
江戸川乱歩は、カーの講義を絶賛したが、これで完全というものではないとして、改編が加えられた。例えば、密室の原因、というものにおいては統一されていない、などという欠点がある。乱歩は『類別トリック集成』（1953）で、カーやロースンを倣っているが、独自に改良を加え、四つの大きな項目に再編した。
- 犯行時、犯人が室内にいなかったもの。
- 犯行時、犯人が室内にいたもの。
- 犯行時、被害者が室内にいなかったもの。
- 犯行時、被害者が室内にいたもの。

乱歩の分類に対して、泡坂妻夫は『トリック交響曲』（1981）で、二階堂黎人は『悪霊の館』で問題点を指摘している。例えば、『悪霊の館』の探偵役、二階堂蘭子は、室外から鍵を掛ける機械的トリックをこの中のどれに分類するかが難しいことを挙げている。また、山口雅也の『13人目の探偵士』（2002）は、基本的に乱歩の分類を踏襲するが、「部屋」と、「被害者」「犯人」「凶器」の三要素との殺人があった時点における関係性という視点を示し、ホームズが示した動的な要素を組み込んだ。

### 天城一の「密室作法」
天城一が雑誌『宝石』（1961）の密室特集号に「密室作法」を書いた。カー、乱歩など過去の分類を挙げた後に、乱歩の分類の欠点として密室の作り方に触れていないことを指摘し、密室の定義と分類を行った。
天城は、時間Tについて、殺人が犯された時刻R、推定犯行時刻S、被害者絶命時刻Qとしたときに、QとSがRと一致しないことが「手品の種になる」として、密室殺人の定義をT=S において、監視、隔絶その他有効と「みなされる」手段によって、原点O（密室）に、犯人の威力が及び得ないと「みなされる」状況にありながら、なお被害者が死に至る状況をいうとしたうえで、二つの「みなす」に着眼して密室の殺人を以下の通りに分類する。
- 不完全密室
  - A1：「抜け穴」が存在する場合
  - A2：「機械密室」
- 完全密室
  - B3事故または自殺
  - B4「内出血犯罪」
- 純密室
  - C5時間差密室（＋）推定犯行時刻よりも後に殺人が犯された場合
  - C6時間差密室（－）殺人が犯された時刻よりも後に犯行時刻が推定されていた場合
  - C7逆密室（＋）被害者を運び込む
  - C8逆密室（－）被害者を運び出す
  - C9超純密室

この記事が雑誌掲載以後単行本などとして刊行され、入手が容易となるのは、推理小説論のアンソロジー『教養としての殺人』に収録される1980年を待たねばならなかったが、多くの密室アンソロジーの解説などによってその存在と概要は広く知られていた。
小森健太朗の『ローウェル城の密室』の登場人物、星の君による密室講義の分類は、大きく「完全な密室」「不完全な密室」「錯覚によって密室が構成される」の3分類で、天城のものに近い（小森は執筆当時には天城の記事を見ていない）。

### 二階堂黎人の密室分類
二階堂黎人の『悪霊の館』では、探偵役の二階堂蘭子が複数の密室分類法の原理を例示している。
- 密室の構成要素による分類
  - 鍵の施錠法に関する方法等で密室を構成するもの
  - 殺人手段に関する方法等で密室を構成するもの
  - 犯人及び被害者の出入りで密室を構成するもの
- 密室の性質による分類
  - 犯人が独力で密室を構成出来る場合
  - 機械や動物の手を借りて密室を構成する場合
  - 共犯者や被害者自身の手を要して密室を構成する場合
  - 被害者の自殺や偶然が密室を構成する場合
- 密室を成立させる要素による分類
  - 心理的な錯覚による密室
  - 機械的な作為による密室
  - 物理的な偽装による密室

また、柄刀一は『時の結ぶ密室』の中で、横軸を機械性・心理性、縦軸を人工性・偶然性として、そこに時間軸を加えて、三次元のグラフを示して密室を分類している。
さらに麻耶雄嵩は『翼ある闇 メルカトル鮎最後の事件』の中で、犯人が密室を作る動機の分類を試みている。

## 現実で起きた密室事件
2010年9月15日、テキサス州MCMエレガントホテルにおいて、宿泊客の男性がベッド横で死亡しているのが発見された。鍵が施錠されており、争った形跡もなく被害者の金品も無事であったことから当初は自然死が疑われていた。ところが、検死によって被害者は心臓破裂、あばら骨骨折などの損傷を負っていることが判明し、殺人事件として捜査が開始された。捜査の結果、犯人は被害者の横の部屋に宿泊していた男だと判明した。銃を弄った際に誤って発砲してしまい、弾丸が壁を貫通し隣の被害者へ命中したことによる過失致死事件であった。
これは密室講義その2の1に分類される。